# Беленко, Татьяна Никитична
Татьяна Никитична Беленко (20 сентября 1924, Усиковка — 11 декабря 1986, там же) — животновод, Герой Социалистического Труда (1966).

## Биография
Татьяна Беленко родилась 20 сентября 1924 года на хуторе Усиковка (ныне — Кашарский район Ростовской области). С 1941 года работала в совхозе «Красный колосс», была весовщицей, механизатором, свинаркой, а с 1959 года — бригадиром свиноводческой фермы № 1.
Совместно с коллегами Беленко организовала содержание свиней крупными группами и посев вблизи летних лагерей сахарную свёклу, тыкву и травы для откорма, что позволило только за первый год её работы откормить около 5 тысяч свиней. В 1965 году бригада Беленко сдала государству 5155 голов свиней общим весом 5815 центнеров при обязательствах в 5000 центнеров.
Указом Президиума Верховного Совета СССР от 22 марта 1966 года за «достигнутые успехи в развитии животноводства, увеличении производства и заготовок мяса в 1965 году» Татьяна Беленко была удостоена высокого звания Героя Социалистического Труда с вручением ордена Ленина и медали «Серп и Молот».
Активно занималась общественной деятельностью, избиралась делегатом XXII и XXIV съездов КПСС, депутатом рай- и облсоветов. Проживала в Усиковке.
Умерла 11 декабря 1986 года.
Была награждена двумя орденами Ленина, рядом медалей.